# Stolwijkersluis
Stolwijkersluis est un hameau situé dans la commune néerlandaise de Gouda, dans la province de la Hollande-Méridionale.